# Тшнадель, Яцек
Яцек Тшнадель (пол. Jacek Trznadel, 10 июня 1930, Олькуш — 23 января 2022) — польский поэт, историк литературы и литературный критик, публицист и общественный деятель.

## Биография
Отец — правовед, государственный служащий, в годы Второй мировой войны — в Армии Крайовой; мать — учительница, чешско-немецкого происхождения. Учился во Вроцлаве и Варшаве, дебютировал стихами во вроцлавской периодике в 1949, под псевдонимом. В 1956—1970 — член ПОРП. Защитил диссертацию по творчеству Лесьмяна (1964), опубликовал впоследствии ряд трудов по теме, подготовил несколько изданий поэзии, прозы и писем Лесьмяна. В 1966—1970 преподавал во Франции, путешествовал по Бельгии, Нидерландам, Германии, Австрии, Италии. С 1970 работал в Институте историко-литературных исследований Польской академии наук. В 1975 подписал письмо 59 интеллектуалов против политики ПОРП и ряд других аналогичных документов, оказался под наблюдением спецслужб. Защитил диссертацию по творчеству Норвида (1976). В 1978—1983 снова работал во Франции — преподавал в Сорбонне, писал для Энциклопедического словаря Ларусса, сотрудничал с парижским журналом и издательством Ежи Гедройца «Культура», публиковался во французской прессе. Печатался в журнале «Континент» (1990).
Подготовил сборник материалов о Катынском расстреле (1994), был одним из инициаторов создания Польского Катынского комитета (создан в 2003).
Работал над проектом Польской конституции, на президентских выборах 1995 года входил в избирательный комитет Яна Ольшевского.
Стал инициатором общественного «Движения 10 апреля», в открытом письме Дональду Туску рекомендовал создать международную комиссию по изучению обстоятельств авиакатастрофы в Смоленске 10 апреля 2010 года (см.: ).
Умер 23 января 2022 года.

## Творчество
Наибольшим признанием пользуется подготовленная Тшнаделем книга интервью с крупными польскими писателями о литературной жизни Польши периода сталинизма «Сор из избы» (другой перевод — «Позор отечества», издана в Париже в 1986 в библиотеке издательства «Культура», в том же году опубликована в подпольном варшавском издательстве «Нова», с того времени многократно переиздавалась в Польше и за рубежом, получила премию профсоюза «Солидарность»). Среди интервьюированных в книге — Ежи Анджеевский, Мариан Брандыс, Витольд Вирпша, Виктор Ворошильский, Ярослав Марек Рымкевич, Юлиан Стрыйковский, Збигнев Херберт и др.

## Избранные произведения
- O poezji Mieczysława Jastruna (1954, под редакцией Яна Котта)
- Wyjście (1964, стихотворения)
- Twórczość Leśmiana (Próba przekroju) (1964)
- Róże trzecie. Szkice o poezji współczesnej (1966, статьи о поэзии)
- Gdzie indziej (1971, стихотворения)
- Rana (1974, стихотворения)
- Czytanie Norwida. Próby (1978)
- Płomień obdarzony rozumem. Poezja w poezji i poza poezją (1978, эссе о литературе)
- Więcej niż można mieć (1979, стихотворения)
- Hańba domowa. Rozmowy z pisarzami (Париж, 1986; Варшава, 1986; на фр. яз.: 1993)
- Polski Hamlet. Kłopoty z działaniem (Париж, 1988; Варшава, 1989)
- Podróże darmowe (1991, стихотворения)
- Ocalenie tragizmu (1993, эссе и переводы)
- Powrót rozstrzelanej Armii. (Katyń — fakty, rewizje, poglądy) (1994)
- Z popiołu czy wstaniesz? (1995, книга рассказов о Катыни)
- Dzikie gęsi (podręczna centuria snów) (1997, стихотворения)
- Kolaboranci. Tadeusz Boy-Żeleński i grupa komunistycznych pisarzy we Lwowie 1939—1941 (1998)
- Nad Leśmianem. Wiersze i analizy (1999)
- Spojrzeć na Eurydykę (2003, эссе о литературе)
- Utajone w oddechu (2003, избранные стихотворения)
- Spór o całość. Polska 1939—2004 (2004)
- Bez odbioru (2008, стихотворения)
- Wokół zamachu smoleńskiego (2011)

## Публикации на русском языке
- Стигмат Катыни. Из книги «Катынь. Свидетельства, воспоминания, публицистика». М.: Текст, 2001

## Признание
Книги и эссе Тшнаделя переведены на английский, французский, немецкий языки. Он — лауреат многих национальных премий за эссе и публицистику. В 2010 Я. Тшнадель стал лауреатом Общепольского конкурса прозы имени Болеслава Пруса (см.: ).